# تله - وشطاحه
تله - وشطاحه (به عربی: تلة وشطاحة) یک منطقهٔ مسکونی در لبنان است که در شهرستان عکار واقع شده‌است. تله - وشطاحه ۱٬۰۰۰ نفر جمعیت دارد.